# Río Pinotalca
Río Pinotalca är ett vattendrag  i Chile.   Det ligger i regionen Región del Maule, i den södra delen av landet, 290 km sydväst om huvudstaden Santiago de Chile.
Omgivningen kring Río Pinotalca består till största delen av jordbruksmark och området är glesbefolkat, med 17 invånare per kvadratkilometer.